# Technische Universität Yıldız

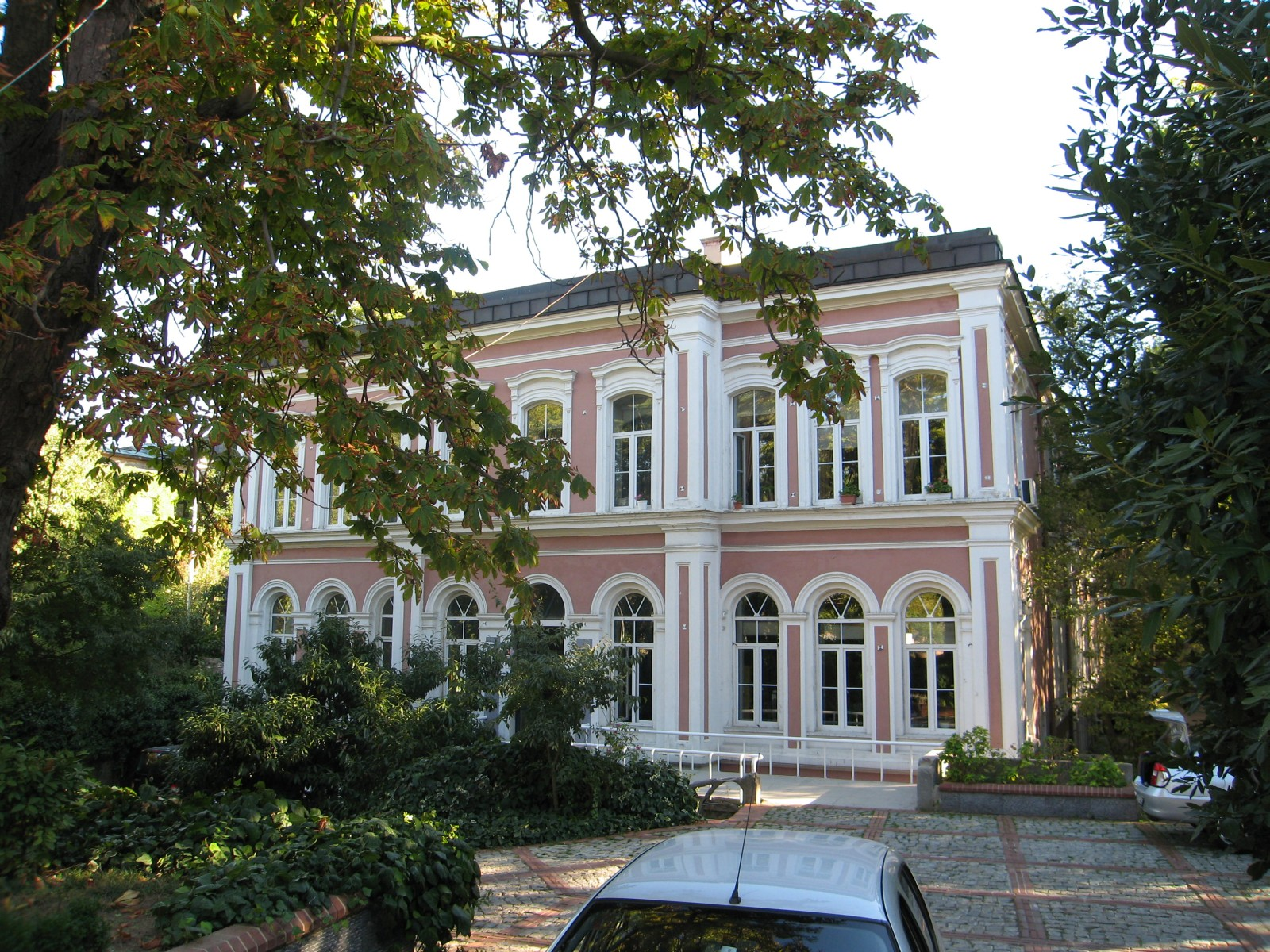
Gebäude Çukursaray
(İstanbul am 18. September 2007)

Die Technische Universität Yıldız (türkisch Yıldız Teknik Üniversitesi, auch als YTU oder Yıldız bezeichnet) ist eine technisch orientierte Universität in Istanbul. Die YTU wurde 1911 auf der Grundlage des Lehrplans der „Ecol De Conducteur“ in Paris als Kondüktör Mekteb-i Âlisi(etwa: „Hochschule für Führungskräfte“) gegründet, um die Anforderungen der „Wissenschaftsbeauftragten“ (heute als Techniker bekannt) zu erfüllen. Der zentrale Campus liegt im Stadtteil Beşiktaş. Der neue Campus Davutpaşa liegt im Stadtteil Esenler. Der unbrauchbare Ayazağa-Campus wird gerade wieder aufgebaut. Seit der osmanischen Zeit wird auf den Campus Yildiz und Davutpaşa unterrichtet.
Die Technische Universität Yıldız setzt ihre akademischen Aktivitäten mit mehr als 25.000 Studenten, mehr als 9.000 Doktoranden und rund 1700 akademischen Mitarbeitern fort. Die YTU hat 10 Fakultäten, 2 Institute und 3 Hochschulen. Im Gegensatz zu vielen Universitäten in der Türkei ist die YTU in 4 Fakultäten für Elektro-Technik, Bauingenieurwesen, Chemie-Metallurgie und Maschinenbau unterteilt. Im Mai 2012 wurde die Technische Universität Yıldız die erste vollständig nach ISO 9001 zertifizierte Universität in der Türkei.

## Geschichte

### Kondüktör Mekteb-i Âlisi / Hochschule für Führungskräfte (1911–1922)
Die YTU wurde 1911 auf der Grundlage des Lehrplans der „Ecol De Conducteur“ in Paris als Kondüktör Mekteb-i Âlisi (etwa:„Hochschule für Führungskräfte“) gegründet, um die Anforderungen der „Wissenschaftsbeauftragten“ (heute als Techniker bekannt) in der Nafia-Provinzverwaltung zu erfüllen, und war dem Ministerium für öffentliche Arbeiten angegliedert. Die Immatrikulation begann am 22. August 1911.

### Nafia Fen Mektebi / Schule für öffentliche Arbeiten (1922–1937)
1922 wurde der Name der Schule in Nafia Fen Mektebi (etwa: „Schule für öffentliche Arbeiten“) geändert und die Ausbildungsdauer wurde 1926 auf 2,5 Jahre und 1931 auf 3 Jahre verlängert.

### Technische Schule Istanbul (1937–1969)
Aufgrund der Zunahme der öffentlichen Einrichtungen und des Bedarfs an technischen Dienstleistungen wurde am 19. Dezember 1936 ein neues Gesetz veröffentlicht. Gemäß der neuen Verordnung (Gesetz Nr. 3074), die am 1. Juni 1937 in Kraft trat, wurde die Schule für öffentliche Arbeiten geschlossen und die Fachschule wurde gegründet, um Arbeitskräfte für die Lücke zwischen Technikern und Ingenieuren zu versorgen. Die Schule hatte ein 2-Jahres-Programm für technische Beauftragte und ein 4-Jahres-Programm für Ingenieurabteilungen. Die Gebäude, die noch heute genutzt werden, wurden von den Nebengebäuden des Yıldız-Palastes bewilligt und die Schule zog hierher.
In der Anfangsphase hatte die Schule Konstruktion- und Maschinenbau-Abteilungen, die die Schüler als technische Beauftragte und Ingenieure ausbildeten. Ab den Semestern 1942/1943 wurden als Teil der Ingenieurfakultät die Fachbereiche Elektrotechnik und Architektur gegründet. Mit dem Gesetz vom 26. September 1941 über die Übertragung der Istanbuler Ingenieurschule und der Technischen Schule an das Bildungsministerium wurde die Schule vom Ministerium für öffentliche Arbeiten an das Bildungsministerium übertragen. Mit dem Erlass des Bildungsministeriums vom 7. Juni 1949 wurde die Abteilung für Kartographie und Landvermessung gegründet und im Studienjahr 1949–1950 als erste Institution für Ingenieure in diesem Bereich in der Türkei mit der Ausbildung begonnen. Ab dem Studienjahr 1951–1952 war die Technikerabteilung geschlossen. Im akademischen Jahr 1959–1960 wurde an der Istanbuler Technischen Schule eine Spezialisierungsabteilung gegründet, die nach einem Studienjahr die Titel des professionellen Ingenieurs und professionellen Architekten verlieh.

### Istanbul Staatliche Akademie für Ingenieurwesen und Architektur (1969–1982)
Die Schule wurde mit dem am 3. Juni 1969 veröffentlichten Gesetz Nr. 1184 über Staatliche Ingenieur- und Architekturakademien als autonome Hochschul- und Forschungsinstitution gegründet. 1971 wurden private Hochschulen mit dem Gesetz Nr. 1472 geschlossen, und Ingenieurschulen wurden der Istanbul Staatliche Akademie für Ingenieurwesen und Architektur angegliedert.

### Universität Yıldız (1982–1992)
Die Staatliche Ingenieur- und Architekturakademie Istanbul sowie der Staatlichen Ingenieur- und Architekturakademie Istanbul angegliederte Ingenieurschulen, die zugehörigen Fakultäten und Abteilungen der Staatlichen Ingenieur- und Architekturakademie Kocaeli und der Berufsschule Kocaeli wurden unter dem Namen Universität Yıldız mit dem Dekret Nr. 41 vom 20. Juli 1982 und dem Gesetz Nr. 2809 vom 30. März 1983 über die Änderung und Annahme dieses Dekrets gegründet. Die neue Universität umfasste die Abteilungen für Geistes- und Naturwissenschaften, Ingenieurwissenschaften, die Berufsschule in Kocaeli, ein Institut für Naturwissenschaften, ein Institut für Sozialwissenschaften, Fremdsprachen, Atatürks Prinzipien und Revolutionsgeschichte, Türkische Sprache, Sport und Bildende Künste, die dem Rektorat angegliedert sind.

### Technische Universität Yıldız (1992)
Die Universität wurde mit dem Gesetz Nr. 3837 vom 3. Juli 1992 in „Technische Universität Yıldız“ umbenannt und in die vier Fakultäten für Ingenieurwissenschaften, Elektrotechnik und Elektronik, Bauwesen, Maschinenbau und Chemie-Metallurgie unterteilt. Außerdem wurde die Fakultät für Wirtschafts- und Verwaltungswissenschaften gegründet. Die Kocaeli-Fakultät für Ingenieurwesen und die Kocaeli-Berufsschule wurden getrennt und unter dem Namen Kocaeli-Universität organisiert. Heute setzt die Universität ihre Ausbildung mit 10 Fakultäten, 2 Instituten, Berufsschule, Hochschule für Fremdsprachen und mehr als 36000 Studenten fort.

## Fakultäten
- Fakultät für Elektrotechnik und Elektronik
- Fakultät für Geistes- und Naturwissenschaften
- Fakultät für Maschinenbau
- Fakultät für Marine-Architektur und Maritime
- Fakultät für Architektur
- Fakultät für Wirtschafts- und Verwaltungswissenschaften
- Fakultät für Bauingenieurwesen
- Fakultät für Chemie und Metallurgie
- Fakultät für Erziehungswissenschaften
- Fakultät für Kunst und Design

## Institute und Hochschulen
- Institut für Naturwissenschaften
- Institut für Sozialwissenschaften
- Berufsschule für Nationale Paläste und historische Gebäude
- Hochschule für Fremdsprachen
- Berufsschule der Technischen Universität Yıldız

## Rankings
Im Jahr 2018 rangierte Times Higher Education die Universität unter die Top 1000 der Welt.
Im QS World University Rankings 2020 hat die YTU den Platz 351–400 in den Bereichen „Elektro- und Elektroniktechnik“ sowie „Maschinenbau, Luftfahrt- und Fertigungstechnik“. In den Bereichen Physik und Astronomie erreichte YTU Platz 501–550. Darüber hinaus liegt YTU im Bereich « Technologie & Engineering» auf Platz 451–500 weltweit.
Im Academic Ranking of World Universities 2019 liegt die YTU auf Platz 201–300 im Bereich "Bauingenieurwesen", auf Platz 301–400 im Bereich "Maschinenbau" und auf Platz 401–500 in den Bereichen "Physik" und " Chemieingenieurwesen".
Nach U. S. News & World Report erhält die YTU seit 2019 den 769. Rang weltweit und den 292. Rang im Bereich Ingenieurwesen.
Im CWTS Leiden Ranking 2019 erhält die YTU den 762. Rang (insgesamt), den 450. Rang im Bereich Physikalische Wissenschaften und Ingenieurwissenschaften und den 422. Rang im Bereich Mathematik und Informatik.
Nach URAP 2018 liegt die Technische Universität Yıldız auf den Platz 868 (insgesamt) und 461 im Bereich Ingenieurwesen.
Im Round University Ranking 2019 erhält die YTU den 660. Rang weltweit, den 529. Rang im Bereich Technischen Wissenschaften und den 598. Rang im Bereich Naturwissenschaften.

## Bekannte Absolventen
- Tarık Akan (1949–2016), türkischer Schauspieler
- Ali Coşkun (* 1939), türkischer Politiker
- Kenan İmirzalıoğlu (* 1974), türkischer Schauspieler
- Hasan Doğan (1956–2008), türkischer Unternehmer
- Gökhan Kırdar (* 1970), türkischer Musiker
- Ertuğrul Sağlam (* 1969), Fußballtrainer in der Türkei
- Fuat Güner (* 1948), türkischer Popmusiker